# Nicola Mayr
Nicola Mayr ( Bozen, 6 april 1978) is een voormalig Italiaans langebaanschaatsster. Mayr is een allroundschaatsster zonder specifieke voorkeur voor een bepaalde afstand.
Nicola Mayr werd vijf keer Allroundkampioene en drie maal Sprintkampioene van Italië. Ze heeft nooit tot de absolute internationale top behoord. Mayr was deelneemster op de Olympische Winterspelen 2002 in Salt Lake City. Ze nam zes keer deel aan het EK allround waar haar beste prestatie een 8e plaats (2005) in het klassement was. Ze was de zesde vrouw die voor Italië aan het WK Allround deelnam. Marzia Peretti, Elena Belci, Elke Felicetti, Elisabetta Pizio en Chiara Simionato waren haar voor gegaan. Met haar drie deelnames wist ze geen enkele keer voor de afsluitende vierde afstand te kwalificeren.
Na 1998 heeft Nicola Mayr een sabbatical jaar genomen om vervolgens na een Italiaanse sprinttitel in 2000 en 2001 weer internationaal terug te keren.

## Persoonlijke records
| Afstand    | Tijd    | Datum            | Baan       |
| ---------- | ------- | ---------------- | ---------- |
| 500 meter  | 39,85   | 7 februari 2004  | Hamar      |
| 1000 meter | 1.19,55 | 14 februari 2004 | Collalbo   |
| 1500 meter | 1.59,89 | 8 januari 2005   | Heerenveen |
| 3000 meter | 4.14,41 | 28 februari 2004 | Heerenveen |
| 5000 meter | 7.22,20 | 11 januari 2004  | Heerenveen |

## Resultaten
| Jaar | NK Sprint | NK Allround | EK Allround | WK Allround | WK Afstanden                  | Wereld Beker                                     | Olympische Spelen   | WK Junioren |
| ---- | --------- | ----------- | ----------- | ----------- | ----------------------------- | ------------------------------------------------ | ------------------- | ----------- |
| 1995 |           |             |             |             |                               |                                                  |                     | 33e         |
| 1996 |           | 5e          |             |             |                               |                                                  |                     | 22e         |
| 1997 | Goud      | Brons       | 17e         |             |                               | 45e 1500m 47e 3/5 km                             |                     | 8e          |
| 1998 |           | Zilver      | 13e         |             |                               | 49e 1000m 40e 3/5 km                             |                     |             |
| 2000 | Goud      |             |             |             |                               |                                                  |                     |             |
| 2001 |           | Goud        |             |             |                               |                                                  |                     |             |
| 2002 |           | Goud        | 15e         |             |                               | 48e 500m 51e 1500m 35e 3/5 km                    | 27e 1500m 22e 3000m |             |
| 2003 | Zilver    | Goud        | 12e         | 18e         | 21e 1500m 16e 3000m 15e 5000m | 48e 1000m 46e 1500m 24e 3/5 km                   |                     |             |
| 2004 | Goud      | Goud        | 9e          | 15e         | 14e 1500m 19e 3000m           | 22e 100m 42e 500m 50e 1000m 24e 1500m 23e 3/5 km |                     |             |
| 2005 |           | Goud        | 8e          | 18e         | 21e 3000m 5e achtervolging    | 21e 1500m 29e 3/5 km                             |                     |             |

### Medaillespiegel
| Kampioenschap | Goud · | Zilver · | Brons · |
| ------------- | ------ | -------- | ------- |
| NK Sprint     | 3      | 1        | 0       |
| NK Allround   | 5      | 1        | 1       |